# Cephetola ducarmei
Cephetola ducarmei is een vlinder uit de familie Lycaenidae. De wetenschappelijke naam van de soort is voor het eerst geldig gepubliceerd in 1999 door Michel Libert.